# Человек и его осуществление согласно Веданте
«Человек и его осуществление согласно Веданте» («L’homme et son devenir selon le Vêdânta», Paris, Bossard, 1925) — книга французского философа Рене Генона, в которой на примере одной из ортодоксальных школ (даршан) индуизма — веданты — раскрывается преломление основных метафизических принципов Примордиальной Традиции в человеческом существе, которое, не будучи чем-то выделенным, привилегированным в общем порядке Универсальной Манифестации, для нас естественным образом является актуальным состоянием и опорой метафизической реализации. Кроме того, приводится описание возможных путей посмертной эволюции человека, а также достижения им состояния окончательного освобождения (состояния йога). Произведение развивает идеи, изложенные в первом труде Генона, посвящённом восточным традиционным концепциям — «Общем введении в изучение индуистских доктрин», вышедшем в 1921 году.
Веданта (адвайта-веданта Шанкарачарьи, то есть учение о недвойственности Абсолюта), являясь наиболее полным приближением к учению Примордиальной Традиции, тем не менее не вступает в противоречие с остальными даршанами, поскольку в индийской мысли роль различных школ не совпадает с ролью разных направлений западной философии. Другие даршаны также выражают истину, но в частных аспектах, с менее «высокой» точки зрения (например, санкхья отражает «космологический» аспект Традиции, миманса посвящена обоснованию значения ритуалов в метафизической реализации, вишишта-адвайта Рамануджи останавливается на рассмотрении уровня Единого, или Ишвары). Истинность, ортодоксальность той или иной концепции в индуизме определяется её соответствием Ведам и их «завершению» (что и означает слово «веданта»), то есть Упанишадам, собственно и представляющим собой «традицию» (Шрути). Генон в дальнейшем изложении следует, в основном, комментарию Шанкарачарьи к Брахма-сутре, базовому тексту традиции веданты из категории Смрити.
Центральным положением веданты в отношении человека является фундаментальное различие между «Самостью» (фр. Soi) и индивидуальным «Я» (фр. moi). «Самость» (Атман) — трансцендентный принцип всего проявленного Бытия (тождественный Высшему Принципу, Брахману), в то время как индивидуальное «Я» — иллюзорная, случайная и ограниченная модификация этого принципа, который сам никак не затрагивается данным видоизменением. «Самость» в некотором смысле совпадает со сверхиндивидуальной «Личностью», при том, что «Личность» подчёркивает аспект «Самости» как средоточия, «внутреннего распорядителя» (Антарьямин) каждого бытийствующего создания, или же всего Универсума в целом (Божественная Личность, Ишвара), его первичного, не разложимого на части начала проявления.
В связи с различением универсального («Самость», «Личность») и индивидуального («Я»), Генон приводит изображение цепи иерархически связанных между собой принципов, или состояний, ведущих, согласно с развёртыванием проявления, от Всеобщего (Универсального), включающего в себя как непроявленное, так и неоформленную проявленность, через ступень тонкоформальной манифестации, относящуюся уже к индивидуальному плану, к телесной, грубой модальности формального региона Существования.
Индивидуальное человеческое существо (даже как интегрированная индивидуальность) может занимать «центральное», привилегированное положение только в одном из бесчисленных состояний манифестации, то есть в нашем, «человеческом» (в узком понимании) . Человек в обычном смысле, или дживатма, «душа живая», есть результат «пересечения» Атмана с особыми ограничивающими условиями этого состояния.
В каждом человеческом существе имеется «местопребывание» его «Самости», символически локализуемое в сердце (хридайя), в его самом малом желудочке (гуха). В человеке, как и в макрокосме, Атман находится в четырёх состояниях, которым соответствуют три ступени проявления и сам Высший Принцип. Все ступени проявления Атмана (или Пурушоттамы, Высшего Пуруши) предполагают наличие субстанциальной стороны этого проявления, Пракрити.
Пуруша, эссенциальный принцип манифестации, выступает как бы в трёх превосходящих друг друга «ипостасях» — один «рассеян во всех существах», это дживатма, другой «недвижен и неизменен», это Атма, «Личность» каждого существа, наконец третий Пуруша, наивысший, — Пурушоттама, или Параматман («Универсальный Дух», Высший Принцип).
Первое из четырёх состояний Атмана в человеке — состояние бодрствования, или Вайшванара, соответствует плотному, телесному уровню макрокосмической манифестации и, вообще, полноте окончательной проявленности. Состояние тонкого сна, или Тайджаси, «огненный» принцип, — тонкому, субтильному уровню, который в макрокосме символизируется Золотым зародышем, Хираньягарбхой. Состояние глубокого сна, или Праджня, объединяет в себе уровни неоформленного проявления и непроявленного Единого как принципа Бытия, что соответствует Ишваре, Божественной Личности. Наконец, четвёртое, необусловленное состояние Атмана, или Турийя, является неописуемым и бескачественным и тождественно самой Бесконечности, в которой и заключены все возможности проявления (так же, как и непроявления). В трёх обусловленных состояниях, символизируемых элементами священного слога Аум, Атман облекается в пять «оболочек» (коша), которым соответствуют различные «формы» (иногда неверно называемые «телами») человека:
— причинная (каузальная) «форма», или карана-шарира (уровень Праджни);
— тонкая (субтильная) «форма», или сукшма-шарира (образована тремя оболочками, уровень тонкого проявления);
— грубая «форма», или стхула-шарира (телесное проявление).
Грубая «форма» составлена из пяти элементов телесного проявления (бхутов). Тонкой «форме» соответствуют «внутренний ум» — манас, неотделимое от него ощущение индивидуальности — аханкара, десять внешних способностей восприятия и действия (индрий) и пять вайю, или дыханий (прана). Причинной «форме» соответствует высший сверхиндивидуальный интеллект — Буддхи, связующий индивидуальность и «Самость». Буддхи и манас символически соотносятся как Солнце и Луна, поскольку эмпирический ум лишь отражает свет чистого Разума. Все вышеуказанные элементы (таттвы) являются видоизменениями Пракрити (Субстанции) и, в конечном счёте, проявлением возможностей самого Атмана.
После смерти человека его индивидуальные способности растворяются в порядке, обратном порядку их проявления. Однако растворение не означает исчезновения, поскольку именно в непроявленном все возможности пребывают в абсолютном и необусловленном состоянии. Смерть в одном состоянии означает рождение в другом, но в этом новом состоянии, поскольку оно уже не принадлежит телесному проявлению, нет речи о каком-либо пространственном аналоге физического тела, хотя условия времени в некоторых случаях могут присутствовать. В зависимости от степени достигнутого индивидуального познания Брахмана различаются пути посмертной эволюции (эволюции не в значении «прогресса»). Человек, не достигший познания, идёт по «пути предков» (питри-яна), то есть переходит к принципиально иному циклу индивидуального существования, которое уже не может быть «человеческим» в тесном смысле. Человек, достигший познания, восходит по «пути богов» (дэва-яна), что соответствует переходу к сверхиндивидуальному состоянию и, в дальнейшем, отождествлению с Брахманом. Имеются и некоторые промежуточные состояния, когда познание является ещё не полным (остановка на пути к Брахману и пребывание в Хираньягарбхе, как бы на «вершине» индивидуального модуса проявления, что в западных религиозных учениях называется «Раем», «Небесами», или так называемое «отсроченное освобождение»). Точку разделения двух путей символизирует сфера Луны, та область тонкого проявления, где зарождаются формы.
Высшим состоянием для человеческого существа является состояние йога, означающее полную метафизическую реализацию и сознательное отождествление с Брахманом (Высшее Тождество). Непосредственное его осуществление превосходит оба пути, в том числе и «путь богов», являющийся постепенным освобождением (крама-мукти). Данное состояние может быть достигнуто не только в момент смерти (видекха-мукти), но и при жизни (дживан-мукти), и этому не препятствует наличие индивидуальной проявленности:

Следует ясно понимать, что тело, как и всё остальное преходящее, не может быть препятствием к Освобождению; ничто не может вступать в противоречие с абсолютной целокупностью, перед лицом которой все частные вещи становятся таковыми, как если бы их вообще не было. По отношению к высшей цели есть лишь абсолютное равенство всех состояний существования, так что в данном случае между человеком живущим и человеком умершим (…) более не существует никакой разницы.
— Рене Генон. Человек и его осуществление согласно Веданте, глава XXIII. Пер. Н. Тирос.